# Salvadorina waigiuensis
A marreca-papua ou pato-de-salvadori (Salvadorina waigiuensis) é uma rara espécie de pato da Oceania.